# Ngựa lùn Timor
Ngựa lùn Timor được phát triển trên đảo Timor, có khả năng từ các giống ngựa và ngựa lùn có nguồn gốc từ Ấn Độ được nhập khẩu vào đảo. Ngựa lùn Timor được cho là có liên quan mật thiết với ngựa lùn Flores, được phát triển trên đảo Flores gần đó. Cả hai giống ngựa này được người dân địa phương sử dụng cho công việc với gia súc, cũng như cưỡi ngựa, kéo xe và công việc trang trại nhẹ. Nhiều con ngựa lùn giống này đã được xuất khẩu sang Úc, nơi chúng có ảnh hưởng đến việc sinh sản của Ngựa Úc.
Những cá thể ngựa lùn Timor mạnh mẽ, thanh đạm, và nhanh nhẹn, và có một tính khí yên tĩnh và sẵn sàng. Những chú ngựa con có khung xương hẹp, lưng ngắn, cổ cơ bắp, các bả vai nổi bật và một cái mông dốc. Vai có xu hướng thẳng, nhưng chân và bàn chân rất khỏe. Ngựa lùn giống này thường có chiều cao từ 10 đến 12 hand (40 đến 48 inch, 102 đến 122 cm) và thường có màu nâu, đen và màu hồng ngựa, tuy nhiên một số ít ngựa giống này cũng có màu xám. Ngựa lùn Flores thường có số đo về chiều cao vào khoảng 10 - 12 hand và màu chủ đạo là màu hồng ngựa hay màu hạt dẻ.
Sáu mươi con ngựa Timor được nhập khẩu vào Úc đã hình thành nên nền tảng của giống ngựa lùn Vịnh Coffin được phát triển ở Nam Úc.
Ngựa lùn Timor được Banjo Paterson đề cập đến trong bài thơ The Man from Snowy River, xuất bản lần đầu năm 1890.